# Prothema laosensis
Prothema laosensis là một loài bọ cánh cứng trong họ Cerambycidae.